# Demetrianus
Demetrianus (griech.: Demetrianos) († um 260) war Bischof von Antiochien nach Fabius und vor Paul von Samosata.
Während über seinen Nachfolger Paul von Samosata wegen der mit ihm verbundenen kirchenrechtlichen Kontroverse einiges bekannt ist, bleibt die Amtszeit des Demetrianus eher im Dunkeln. Die genaue Datierung ist unsicher, meist werden die Jahre 256–260 genannt, in einigen Bischofslisten findet man allerdings zwischen Demetrianus und Paulus noch einen Amphilochios eingeschoben, dem dann die Amtsjahre 260–263 zugeschrieben werden; ein solcher Amphilochios ist aber nur schlecht belegt. Der Chronik des Eusebius von Caesarea zufolge war Demetrianus jedenfalls Bischof, als Kaiser Gallienus sein Toleranzedikt erließ; dies war im Jahre 260. Näheres zu der Amtsführung des Demetrianus und genaue Daten lassen sich kaum ermitteln, da es anders als bei Fabius und Paulus keine zeitgenössischen Quellen gibt, die sich erhalten hätten. 
| Vorgänger | Amt                            | Nachfolger        |
| --------- | ------------------------------ | ----------------- |
| Fabius    | Bischof von Antiochien 256–260 | Paul von Samosata |

| Personendaten    | Personendaten                      |
| ---------------- | ---------------------------------- |
| NAME             | Demetrianus                        |
| ALTERNATIVNAMEN  | Fabius                             |
| KURZBESCHREIBUNG | Bischof von Antiochien             |
| GEBURTSDATUM     | 2. Jahrhundert oder 3. Jahrhundert |
| STERBEDATUM      | um 260                             |